# Chorigyne
Chorigyne es un género con siete especies  de plantas con flores perteneciente a la familia Cyclanthaceae.

## Descripción
Epífitas casi acaulescentes, generalmente péndulas. Hojas dísticas, lámina dividida casi hasta la base, los segmentos 65–140 cm de largo y 1.5–2.5 cm de ancho, coriácea, 1-acostillada; pecíolo y vaina en conjunto 40–110 cm de largo. Espatas 3–4, las inferiores hasta 14 cm de largo y 1 cm de ancho, acuminadas; espádice en flor 1.5–3 cm de largo y 1 cm de grueso; estambres 15–25, anteras con pequeños glóbulos secretores; flores pistiladas libres hasta la base, tépalos en fruto connados en la base, estilo tan largo como los tépalos. Espádice en fruto hasta 10 cm de largo y 4 cm de grueso, verde a verde amarillo, frecuentemente muy fragante, frutos permaneciendo intactos en la madurez; semillas elipsoides, extremo del funículo obtuso, extremo de la calaza con un apéndice acuminado.

## Taxonomía
El género fue descrito por Roger Eriksson  y publicado en Nordic Journal of Botany 9(1): 33. 1989. La especie tipo es: Chorigyne ensiformis

## Especies aceptadas
A continuación se brinda un listado de las especies del género Chorigyne aceptadas hasta mayo de 2013, ordenadas alfabéticamente. Para cada una se indica el nombre binomial seguido del autor, abreviado según las convenciones y usos.
- Chorigyne cylindrica
- Chorigyne densiflora
- Chorigyne ensiformis
- Chorigyne paucinervis
- Chorigyne pendula
- Chorigyne pterophylla
- Chorigyne tumescens